# FK Dynamo Stavropol
Futbolnyj klub Dinamo Stavropol (rusky: Футбольный клуб «Динамо» Ставрополь) byl ruský fotbalový klub sídlící ve městě Stavropol. Klub byl založen v roce 1924. V roce 2009 klub prodal licenci na třetí ligu klubu FK Stavropolje-2009. Dinamo se poté přihlásilo do amatérských soutěží. V roce 2014 klub firma Gazprom Transgaz Stavropol přejmenovala na Dinamo-GTS, ovšem ruská fotbalová federace nový klub neuznala za přímého nástupce Dinama. Firma Gazprom poté klub Dinamo-GTS sloučila do klubu FK GTS Ryzdvjanyj, který byl též v jejich vlastnictví.

## Historické názvy
- 1924 – Dinamo Stavropol
- 1957 – Trudovje rezervy Stavropol
- 1958 – Spartak Stavropol
- 1961 – Dinamo Stavropol

## Umístění v jednotlivých sezonách
| Sezóny | Liga                      | Úroveň | Z  | V  | R | P  | VG | OG | +/− | B  | Pozice |
| ------ | ------------------------- | ------ | -- | -- | - | -- | -- | -- | --- | -- | ------ |
| 2006   | Vtoroj divizion – sk. Jug | 3      | 32 | 11 | 7 | 14 | 48 | 39 | +9  | 40 | 8.     |
| 2007   | Vtoroj divizion – sk. Jug | 3      | 28 | 17 | 5 | 6  | 47 | 28 | +19 | 56 | 2.     |
| 2008   | Vtoroj divizion – sk. Jug | 3      | 34 | 17 | 8 | 9  | 55 | 47 | +8  | 59 | 5.     |